# Gosei (meditación)

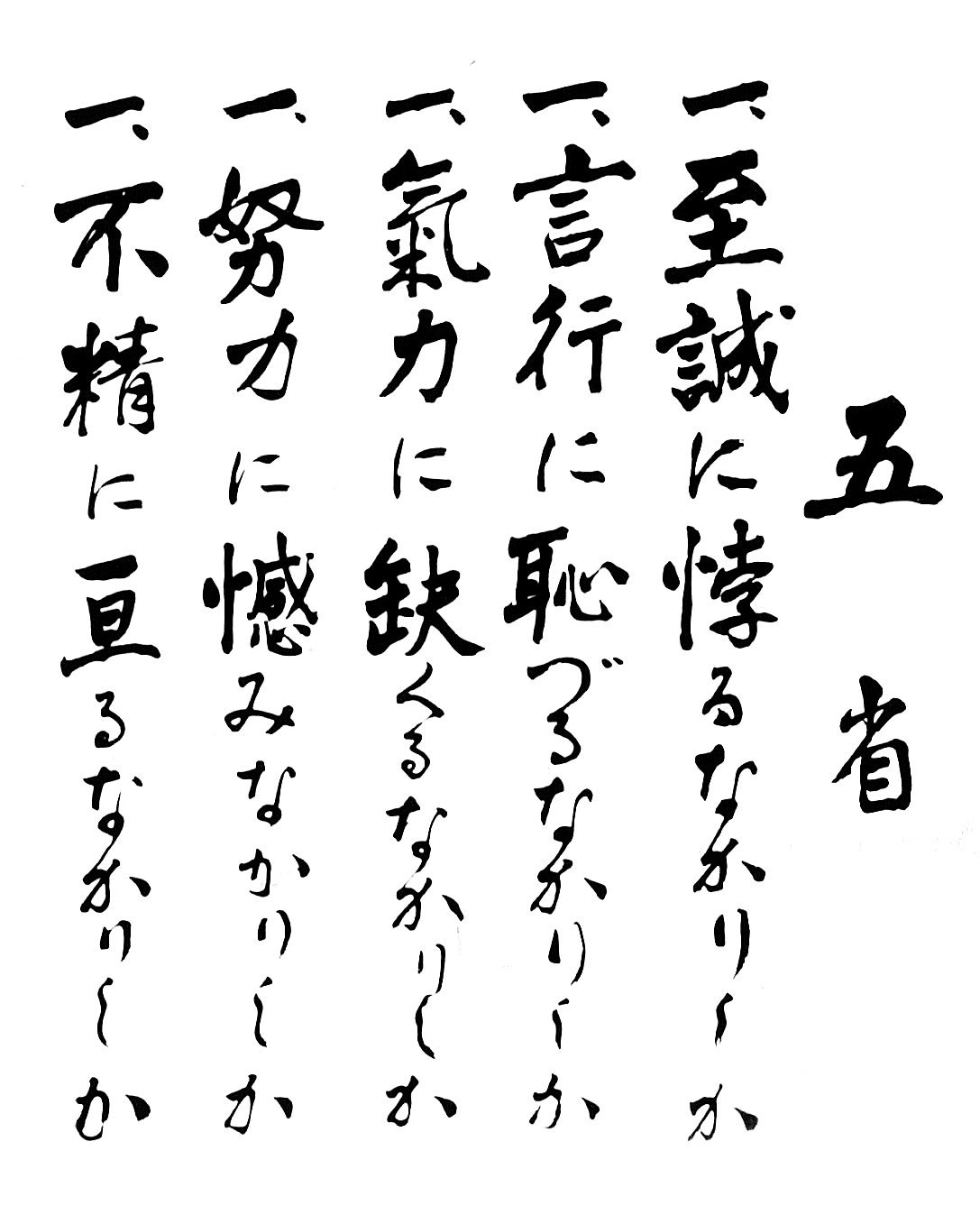
Las Cinco Reflexiones.

Gosei (五省, go-sei, lit., Cinco Reflexiones) son temas de meditación diaria en la Academia Naval Imperial de Japón.

## Cinco Reflexiones
Estas reflexiones fueron diseñadas originalmente por el Vicealmirante Hajime Matsushita, que era el jefe de la Academia Naval Imperial Japonesa, y se utilizaron desde 1932 hasta su abolición en 1945. Se esperaba que los cadetes meditasen cada noche sobre estas cuestiones interrelacionadas.
- ¿No has ido en contra de la sinceridad? (至誠に悖る勿かりしか)
- ¿No te has sentido avergonzado de tus palabras y obras? (言行に恥づる勿かりしか)
- ¿No te ha faltado vigor? (気力に缺くる勿かりしか)
- ¿Has realizado todos los esfuerzos posibles? (努力に憾み勿かりしか)
- ¿No te has vuelto perezoso? (不精に亘る勿かりしか)

La Fuerza Marítima de Autodefensa de Japón, desde su creación en 1954, fomenta el uso del Gosei como ejercicio de autorreflexión durante el curso de la vida diaria.
El quid de esta práctica contemplativa se ha traducido al inglés y se ha debatido en la Academia Naval de los Estados Unidos.